# Thế hệ (vật lý hạt)
| Loại         | Thứ nhất          | Thứ hai       | Thứ ba       |
| Quark        | Quark             | Quark         | Quark        |
| ------------ | ----------------- | ------------- | ------------ |
| loại lên     | lên (u)           | duyên (c)     | đỉnh (t)     |
| loại xuống   | xuống (d)         | lạ (s)        | đáy (b)      |
| Lepton       |                   |               |              |
| có điện tích | electron          | muon          | tau          |
| trung hoà    | neutrino electron | neutrino muon | neutrino tau |

Trong vật lý hạt, thế hệ hay dòng họ là sự chia hạt sơ cấp. So sánh thế hệ này với thế hệ kia, những hạt có số lượng tử hương và khối lượng khác biệt, nhưng cách tương tác giống hệt. Thuật ngữ thế hệ được Haim Harari đưa vào tại École de physique des Houches năm 1976.
Mô hình chuẩn của vật lý hạt chứa ba thế hệ. Mỗi thế hệ bao gồm hai hạt lepton và hai hạt quark. Hai hạt lepton ấy bao gồm một hạt có điện tích –1 (loại electron) và một hạt trung hoà điện tích (neutrino). Hai hạt quark bao gồm một hạt có điện tích –1⁄3 (loại xuống) và một hạt có điện tích +2⁄3 (loại lên).

## Đại cương
Từng thành viên của thế hệ cao hơn có khối lượng lớn hơn hạt tương ứng của thế hệ trước, dù hạt neutrino có thể là ngoại lệ (vì khối lượng không bằng không của họ chưa được xác định). Ví dụ, hạt electron thế hệ thứ nhất chỉ có khối lượng bằng 0511 MeV/c2, hạt muyon thế hệ thứ hai có khối lượng là 106 MeV/c2, còn hạt tauon thế thứ ba khối lượng là 1777 MeV/c2 (nặng hơn proton khoảng chừng gấp hai).
Hệ thứ bậc khối lượng này khiến hạt thế hệ cao hơn phân rã thành hạt thế hệ thứ nhất, mà đó là lý do vật chất thông thường (nguyên tử) làm bằng hạt thuộc thế hệ thứ nhất. Electron quay xung quanh hạt nhân làm bằng proton và neutron, mà chứa quark lên và xuống. Những hạt có điện tích thuộc thế hệ thứ hai và ba không có mặt trong vật chất thông thường và chỉ có thể xem họ trong môi trường năng lượng cực cao, như tia vũ trụ và máy gia tốc hạt. Đây có hạt neutrino của mọi thế hệ xuyên qua vũ trụ, nhưng chúng ít khi tương tác với vật chất thường.
Người ta hy vọng rằng hiểu biết thêm về liên hệ giữa những thế hệ lepton sẽ giúp giải thích tỷ lệ khối lượng của hạt sơ cấp, và giúp hiểu biết về tính chất của khối lượng một cách khái quát, từ quan điểm lượng tử.

## Thế hệ thứ tư
Nhà khoa học tin rằng thế hệ thứ tư không tồn tại. Một vài suy luận bác bỏ sự có mặt của thế hệ thứ tư tựa vào sự thay đổi tinh vi trong đại lượng liên quan đến tương tác điện yếu mà một thế hệ thêm sẽ gây ra. Sự thay đổi như thế bị thực nghiệm phản đối mạnh. Thêm hơn nữa, một thế hệ thứ tư với neutrino "nhẹ" (với khối lường khoảng 45 GeV/c2) bị sự đo lường bề rộng của boson Z tại Large Electron–Positron Collider (LEP) của CERN bác bỏ. Tuy nhiên, sự tìm tòi hạt thuộc thế hệ thứ tư tiếp tục tại máy gia tốc hạt năng lượng cao; đến giờ chưa quan trắc hạt thuộc thế hệ mới lạ nào.